# Cnaeus Servilius Caepio (Kr. e. 253)
Cnaeus Servilius Caepio (Kr. e. 3. század) ókori római politikus és hadvezér, az előkelő patricius Servilia genshez tartozó Caepio család első ismert tagja volt.
Apját és nagyapját is Cnaeusnak hívták. Előmeneteléről nem tudunk semmit; az első pun háború során, Kr. e. 253-ban consul volt, és kollégájával, Caius Sempronius Blaesusszal együtt részt vett a Karthágó ellen indított tengeri expedícióban. 260 hajójukkal számos betörést hajtottak végre az afrikai partvidéken, amivel szép zsákmányt szereztek, ám kalauzaik gondatlansága miatt megfeneklettek a Gabèsi-öbölben (Kis-Szirtisz). Innen csak a dagály mentette ki őket, de csak úgy, hogy minden nélkülözhetőt a tengerbe vetettek a hajókról. A Szicília érintésével hazatérő flottát a campaniai Palinurus-foknál tomboló vihar támadta meg, ami 150 hajót elpusztított. A tartós eredmények elmaradása és az expedíciót ért csapások ellenére mindkét consul triumphust tarthatott diadaláért.